# Bambi: Die Abrechnung
Bambi: Die Abrechnung (Originaltitel: Bambi: The Reckoning) ist ein britischer Horrorfilm des Regisseurs Dan Allen, der am 25. Juli 2025 in die US-amerikanischen Kinos kam. Es handelt sich um eine Slasher-Adaption des Disney-Klassikers Bambi, die im Twisted Childhood Universe angesiedelt ist. Die Hauptrollen übernahmen Roxanne McKee, Nicola Wright, Tom Mulheron und Samira Mighty.

## Handlung
Nachdem Bambi bereits als Rehkitz den Tod seiner Mutter mitansehen musste, wird nun auch seine Partnerin Faline vom Truck eines Pharmaunternehmens überfahren. In tiefer Trauer trinkt Bambi Flusswasser, das mit den giftigen Abfällen ebenjenes Pharmaunternehmens kontaminiert wurde, mutiert zu einer Tötungsmaschine und begibt sich auf einen Rachefeldzug gegen die Menschen. So kreuzt das Reh auch den Weg von Xana und ihrem Sohn Benji, die gerade ihre Großmutter Mary besuchen wollen. Beide überleben den Angriff des Tieres und berichten später von den Geschehnissen, woraufhin Jäger ausgesendet werde, um Bambi zu töten.

## Produktion

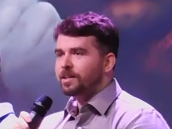
Rhys Frake-Waterfield

Im Zuge der vielbeachteten Veröffentlichung des Mockbusters Winnie the Pooh: Blood and Honey kündigten Regisseur Rhys Frake-Waterfield und sein Produktionspartner Scott Jeffrey von Jagged Edge Productions im Februar 2023 an, weitere bekannte Kinderfiguren als Low-Budget-Slasher-Filme adaptieren und so ihr eigenes Filmuniversum erschaffen zu wollen. Unter den angekündigten Titeln befand sich auch Bambi: Die Abrechnung, basierend auf dem Disney-Klassiker Bambi (1942) und der gleichnamigen Romanvorlage des österreich-ungarischen Schriftstellers Felix Salten, deren Urheberrechte 2022 in die Public Domaine übergegangen waren.
Für die Regie sollte zunächst Jeffrey selbst verantwortlich sein, ehe der Posten mit Dan Allen neubesetzt wurde. In den Hauptrollen verkörpern Roxanne McKee und Tom Mulheron das Mutter-Sohn-Gespann bestehend aus Xana und Benji. Weiteren Nebenrollen übernahmen Nicola Wright, Samira Mighty, Alex Cooke und Russell Geoffrey Banks. Die Filmaufnahmen mit Kameramann Vince Knight, der zuvor auch beide Winnie-the-Pooh-Filme drehte, erfolgten im Januar 2024 in England.
Die internationalen Vertriebsrechte wurden im Mai 2023 auf dem Marché du film veräußert. Ein Teaser zum Film wurde am 3. April 2024 veröffentlicht; ein Trailer folgte am 5. März 2025. Im Anschluss kam Bambi: Die Abrechnung am 25. Juli 2025 in die US-amerikanischen Kinos. In Deutschland soll eine Veröffentlichung durch Plaion am 23. Oktober 2025 direkt auf DVD und Blu-ray erfolgen.

## Rezeption
Bambi: Die Abrechnung konnte 67 % der 15 bei Rotten Tomatoes gelisteten Kritiker überzeugen.
Als „bisher bester Public-Domain-Horrorfilm“ wird Bambi: Die Abrechnung von Paul Lê in seiner Kritik für Bloody Disgusting bezeichnet. Der erste richtige Monsterfilm innerhalb des Twisted Childhood Universe biete zwar keine erzählerischen Überraschungen, überzeuge allerdings durch seine Slasher-Elemente und die Direktheit der Handlung. Statt tief in eine Hintergrundgeschichte einzutauchen, fokussiere sich Bambi: Die Abrechnung so auf eine unterhaltsame Dosis tierischen Horrors, würdige dabei die Vorlage und sei gleichzeitig albern und ernst. Daneben würden die visuellen Effekte die Erwartungen übertreffen, auch wenn mit Dunkelheit oft mangelhaftes CGI kaschiert werde, sodass die albtraumhafte Neugestaltung der Titelfigur ein echtes Highlight sei.
Kritischere Worte findet Matt Donato von IGN, für den Bambi: Die Abrechnung zwar ein unverschämt blutiger, aber ablenkend humorloser Film sei. Die schonungslose Interpretation einer der vielleicht traurigsten Disney-Klassikern zähle angesichts der niedrigen Messlatte zwar zu den besseren Einträgen innerhalb des Twisted Childhood Universe, bedienen sich wie alle anderen Werke der Reihe aber auch bei weitaus besseren Horrorfilmen wie Vergessene Welt: Jurassic Park oder Death of a Unicorn und bleibe insgesamt zu unoriginell. Die Gewaltszenen mit durchaus passablen Effekten seien dabei die Stärken des Films, würden jedoch durch das Melodrama und die oberflächliche Entwicklung uninteressanter Nebenfiguren unterdrückt werden. So scheitere der Versuch von Regisseur Dan Allen, B-Movie-Splatter mit einer Geschichte über elterlichen Schutz zu vereinen.
Die weltweiten Einnahmen aus Kinovorführungen belaufen sich auf rund 190.000 US-Dollar.